# Cyanidia thaumasta
Cyanidia thaumasta är en fjärilsart som beskrevs av Jordan 1907. Cyanidia thaumasta ingår i släktet Cyanidia och familjen bastardsvärmare. Inga underarter finns listade i Catalogue of Life.